# Karl Bessart von Trier
Karl Bessart von Trier, Karol z Trewiru (ur. 1265 w Trewirze, zm. 10 lutego 1324 w Trewirze) – 16-ty  wielki mistrz zakonu krzyżackiego w latach 1311–1324.

## Życiorys
Pochodził z rodu patrycjuszy Trewiru. Był najstarszym synem Jakuba von Oerena, ławnika miejskiego. Dzięki wysokiemu statutowi społecznemu zdobył gruntowne wykształcenie, był poliglotą z dużymi zdolnościami dyplomatycznymi. Do zakonu krzyżackiego wstąpił wraz z braćmi: Jakubem i Ortolfem około 1288 roku. Szybko awansował. W 1291 roku był już komturem w Beauvoir (Yonne) w Szampanii. Reprezentował jako komtur krajowy Burgundii i Lotaryngii swoje komandorie na kapitułach generalnych zakonu.
Na wielkiego mistrza został wybrany w Malborku w połowie czerwca 1311. Był to punkt zwrotny w Zakonie. Prusy z regionalnej części zakonu, po przeniesieniu stolicy Zakonu z Wenecji do Malborka przez Siegfrieda von Feuchtwangen w 1309, stały się centralnym, autonomicznym krajem. Przeprowadził gruntowną reformę życia duchownego w zakonie, który w tym czasie bardzo zeświecczał. Z powodu notorycznych zatargów z arcybiskupem ryskim  w czasie jego panowania zakon krzyżacki został ekskomunikowany. W 1317 wybuchł bunt wysokich dostojników zakonu w Prusach i została zachwiana dyscyplina w hierarchii prowincji pruskiej. Spiskowcy, na których czele stali komtur Otto von Lauterberg i wielki szpitalnik Fryderyk von Wildenberg doprowadzili do zwołania nadzwyczajnej kapituły, która złożyła Karola z Trewiru z urzędu. Wielki mistrz uciekł jednak do Niemiec i schronił w rodzinnym mieście. Rozłamowi zażegnał w 1318 papież Jan XXII, który potępił bunt komturów pruskich i nakazał zwołać nową kapitułę w Erfurcie. 12 marca 1318 Karola z Trewiru przywrócono do godności wielkiego mistrza. Nie powrócił on już jednak nigdy do Prus, a sprawy z tamtejszą gałęzią zakonu załatwiał przez pośredników.
W Prusach zastępował go jego powiernik i następca Werner von Orseln. Sam udał się do Avinionu, gdzie przez rok zajmował się dyplomacją na korzyść zakonu. Dekadę później pochwalił go kronikarz zakonny Peter von Dusburg: „Przebywał z wieloma braćmi przez rok w Kurii Rzymskiej i kierował wieloma trudnymi sprawami zakonu. Był tak miły i elokwentny, że nawet jego wrogowie lubili go słuchać.”.
Karol powrócił chory z Avinionu do Trewiru, gdzie 10 lutego 1324 zmarł i został pochowany w tamtejszej kaplicy zakonnej.